# Me muero
«Me muero» es el segundo sencillo lanzado por la banda española La Quinta Estación, perteneciente a su tercer álbum de estudio El mundo se equivoca (2006).

## Información de la canción
Me muero fue lanzado oficialmente en los Estados Unidos, Latinoamérica y España en las radioemisoras a finales de 2006. En México, la canción encabezó el chart oficial de sencillos durante once semanas consecutivas, a la larga siendo sucedido por Julieta Venegas con Eres para mí. En los Estados Unidos, la canción alcanzó el número dos en la tabla Airplay Pop Latino y el número diez en la Hot Latin Tracks tabla. En España, la canción alcanzó el número dos. De acuerdo con Promusicae, «Me muero» ha sido certificada 6 × Platino en España por ventas de más de 120 000 unidades, siendo uno de los grandes éxitos de 2007 en ese país.
La canción fue recientemente rehecha en un estilo «banda» por Objetivo Fama por el cantante y finalista de México, Azucena del Campo, y ha sido lanzado con mucho éxito.

## Video musical
El video musical de «Me muero» comienza con lo que parece una fan cortando y pegando imágenes de una estrella de lucha libre en un álbum. El álbum collage da paso a la lucha libre y se reflexiona sobre ella mientras se está sucede. La Quinta Estación se muestra tocando desde el cuadrilátero en la Arena México, hogar del Consejo Mundial de Lucha libre (CMLL) . La fan se supone que se muestra en la lucha como señal de apoyo. Finalmente, se muestra una escena donde los dos se besan y se revela que en realidad la fan era la esposa del luchador. El luchador principal en el vídeo es luchador profesional mexicano, Místico.

## Posicionamiento
| Listas (2006/2007)               | Posición |
| -------------------------------- | -------- |
| U.S. Billboard Hot Latin Tracks  | 10       |
| U.S. Billboard Latin Pop Airplay | 2        |
| Argentinian Singles Chart        | 74       |
| Spanish Singles Chart            | 2        |
| Spanish Airplay Chart            | 1        |